# Panaitiosz (filozófus)
Rhodoszi Panaitiosz (ógörögül: Παναίτιος, latinul: Panaetius), (i. e. 185 körül – i. e. 110/109 körül) ókori görög sztoikus filozófus.
Egy Nikagorasz nevű ember fiaként született. Filozófiát Athénben tanult Babilóni Diogenésztől, és annak tanítványától, Tarzoszi Antipatertől. Ezután Rómába ment, ahol Laeliusszal és az ifjabb Africanusszal szorosabb ismeretségbe lépett, utóbbit elkísérte diplomáciai útján Ázsián keresztül Egyiptomba VIII. Ptolemaiosz Phüszkónhoz i. e. 143-ban. Rómában sokat fáradozott a sztoa tanításainak elterjesztésén; tanítványai közé tartoztak C. Fannius, Q. Mucius Scaevola augur, Q. Aelius Tubero (beszámol róla Cic. de or. 3, 23. Tusc. 4, 2), Rutilius Rufus (Cic. of. 3, 2), Vigellius (Cic. de or. 3, 21).
Panaitiosz később visszatért Athénbe, Antipater utódaként a sztoikus iskola élére állt. Itteni tanítványai közé volt a nüszai Apollodórosz, a rhodoszi Mnészarkhosz, Hekatón, és az apameai Rodoszi Poszeidóniosz. Panaitiosz idős korában hunyt el Athénben, ahol tiszteletére a Panaitiaszták asztaltársasága halála után is fennállt. Írásaiból csak jelentéktelen töredékek maradtak fenn. Fő műve volt az alapvető forrásmunkája Cicero De officiis című művének. Panaitiosz ugyanis hűséges követője volt a sztoa tanításainak, de nem lett rideg dogmatikus, és több dologban közeledett a peripatetikusok tanításaihoz. A kötelességekről szóló könyve csak része volt egy általánosabb etikának, amelyet a bölcsesség útján haladni készülők részére szánt. Cicero mindenütt a legtekintélyesebb sztoikusok soraiban említi.